# 중구·강화군·옹진군
중구·강화군·옹진군은 대한민국의 국회의원 선거구이다. 인천광역시 중구, 강화군, 옹진군을 관할한다. 현 국회의원은 국민의힘의 배준영이다.

## 역사
2020년 대한민국 제21대 국회의원 선거을 앞두고 기존의 중구·동구·강화군·옹진군 선거구 인구가 상한선이 초과됨에 따라 동구가 떨어져 나가면서 신설되었다.

## 관할 구역
| 대수  | 관할 구역                         |
| ----- | --------------------------------- |
| 21대~ | 중구 일원 강화군 일원 옹진군 일원 |

## 역대 국회의원
| 선거   | 정당 | 정당       | 의원   |
| ------ | ---- | ---------- | ------ |
| 2020년 |      | 미래통합당 | 배준영 |
| 2024년 |      | 국민의힘   | 배준영 |

## 역대 선거 결과

### 대한민국 제21대 국회의원 선거
|  | 50.28% |

|  | 47.64% |

|  | 1.16% |

|  | 0.90% |

### 대한민국 제22대 국회의원 선거
|  | 54.99% |

|  | 43.89% |

|  | 1.11% |